# Schlafkrankheit
Schlafkrankheit è un film del 2011 diretto da Ulrich Köhler.

## Riconoscimenti
- Festival di Berlino
  - 2011 - 'Orso d'argento per il miglior regista a Ulrich Köhler
  - 2011 - Candidatura all'Orso d'oro a Ulrich Köhler